# Trombocitopenia inducida por heparina
La trombocitopenia inducida por heparina (TIH)—también conocida como HIT por sus siglas en inglés (Heparin-induced thrombocytopenia)—es el desarrollo de una trombocitopenia (disminución del número de plaquetas) debido a la administración de heparina o sus derivados de bajo peso molecular.
La TIH predisponente para la trombosis, una formación anormal de coágulos en los vasos sanguíneos. Cuando esta se identifica, la condición se denomina «trombocitopenia inducida por heparina y trombosis» (TIHT). La TIH es causada por la formación anormal de anticuerpos que activan las plaquetas. Si un en tratamiento con heparina desarrolla nuevos trombos, su trombosis empeora, o su recuento de plaquetas cae, la TIH puede ser confirmada mediante un análisis de sangre.
El tratamiento de la TIH requiere detener la administración de heparina y su reemplazo por un nuevo fármaco que prevenga la trombosis sin reducir aún más el número de plaquetas. Existen diversas alternativas para este propósito; siendo las más comunes lepirudina, danaparoide, fondaparinux, argatrobán y bivalirudina.
Aunque la heparina fue descubierta en la década de 1930, la trombocitopenia inducida por heparina no se diagnosticó hasta los década de 1960.

## Sintomatología
La heparina se utiliza tanto para la prevención como para el tratamiento de la trombosis. Existe en dos tipos: una forma no fraccionada que se administra a través de infusión intravenosa, y otra de bajo peso molecular, que se administra generalmente por vía subcutánea. Las heparinas de bajo peso molecular más comunes son enoxaparina, dalteparina, nadroparina y tinzaparina.
En la TIH, el recuento de plaquetas en la sangre cae por debajo del rango normal, una condición llamada trombocitopenia. Sin embargo, esta normalmente no es lo suficientemente baja como para que conlleve riesgo de un sangrado mayor. Por lo tanto, la mayoría de las personas con TIH no experimentan ningún síntoma. Por lo general, esta condición se produce entre 5 y 14 días después de que se administre la heparina por primera vez. Si el paciente ya había recibido heparina en los tres meses anteriores, esta condición puede ocurrir en un solo día.
El síntoma más común de la trombocitopenia inducida por heparina es el agrandamiento o extensión de un coágulo de sangre diagnosticado previamente, o l desarrollo de otros coágulos en otras partes del cuerpo. Estos pueden ser arteriales o venosos, causando trombosis arterial o venosa respectivamente. Ejemplos de trombosis arterial son el accidente cerebrovascular, el infarto de miocardio y la isquemia aguda de la pierna. La trombosis venosa puede darse en las extremidades en forma de trombosis venosa profunda (TVP) y en el pulmón en forma de embolia pulmonar; en este último caso generalmente el coágulo se origina en la pierna, pero posteriormente migra al pulmón.

## Mecanismo
La administración de heparina puede causar el desarrollo de anticuerpos TIH, lo que sugiere que la heparina puede actuar como un hapteno, por lo que puede ser el objetivo del sistema inmunológico. En la TIH, el sistema inmune forma anticuerpos contra la heparina cuando se une a una proteína llamada factor plaquetario 4 (FP4). Estos anticuerpos suelen ser de la clase IgG y su desarrollo suele llevar unos 5 días. Sin embargo, aquellos que han estado expuestos a la heparina en los últimos meses todavía pueden tener IgG circulante, ya que los anticuerpos de tipo IgG generalmente se siguen produciendo incluso cuando se ha eliminado su precipitante. Esto es similar a la inmunidad contra ciertos microorganismos, con la diferencia de que el anticuerpo TIH no persiste más de tres meses. Se han descrito casos de anticuerpos TIH en individuos con trombocitopenia y trombosis que no habían sido expuesto previamente a la heparina, pero la mayoría ocurre en personas que están recibiendo este fármaco.
Los anticuerpos IgG forman un complejo con la heparina y el factor 4 en el torrente sanguíneo. La cola del anticuerpo se une al receptor FcγIIa, una proteína en la superficie de la plaqueta. Esto da como resultado la activación plaquetaria y la formación de micropartículas plaquetarias, que inician la formación de coágulos de sangre. Como consecuencia, el recuento de plaquetas cae, lo cual conduce a la trombocitopenia. Además, el sistema reticuloendotelial (principalmente el bazo) elimina las plaquetas recubiertas de anticuerpos, lo que contribuye aún más a la trombocitopenia.
La formación de anticuerpos FP4-heparina es común en las personas que reciben heparina, pero solo una porcentaje minoritario de ellas desarrollan trombocitopenia o trombosis. Esto se ha referido como un "fenómeno iceberg".

## Diagnóstico
Se han descrito dos formas: Una forma clínicamente benigna, no inmune y reversible (Tipo I) y una forma rara, más grave e inmuno-mediada (Tipo II). Este último es causado por la formación de auto anticuerpos que reconocen complejos entre la heparina y el factor plaquetario 4 (PF4) y, por lo tanto, se asocia con un riesgo sustancial de complicaciones trombóticas. La incidencia es difícil de estimar, pero puede llegar hasta el 5% de los pacientes tratados con heparina o alrededor del 1% con heparinas de bajo peso molecular (HBPM).
Se puede sospechar de TIH si los análisis de sangre muestran una disminución del recuento de plaquetas en alguien que recibe heparina, incluso si la heparina ya se ha retirado. Las directrices profesionales recomiendan que las personas que reciben heparina se sometan a análisis de sangre completos (incluyendo recuento de plaquetas) de forma regular mientras estén en tratamiento.
Sin embargo, no todas las personas que experimenten una bajada en el número de plaquetas mientras reciben heparina experimentan TIH. El tiempo, la gravedad de la trombocitopenia, la aparición de una nueva trombosis y otros factores pueden determinar la probabilidad de que exista una TIH. En el año 2003 se describió el sistema de puntuación de «las cuatro T» para determinar la probabilidad de TIH. Este mecanismo determina una puntuación entre 0 y 8 puntos; si el resultado es de 0 a 3, la TIH es poco probable. Una puntuación entre 4 y 5 indica una probabilidad intermedia, mientras que de 6 a 8 significa que hay una probabilidad alta. En los pacientes con una puntuación alta se deberá suspender el tratamiento con heparina y reemplazarla con un medicamento alternativo mientras que se realizan pruebas más específicas. En aquellos con una puntuación baja, generalmente se puede mantener el tratamiento de forma segura, ya que la probabilidad de que tengan TIH es baja.
En un análisis de la fiabilidad del sistema de las cuatro T, una puntuación baja tuvo un valor predictivo negativo de 0.998, mientras que una puntuación intermedia tuvo un valor predictivo positivo de 0.14. Una puntuación alta tuvo un valor predictivo positivo de 0.64. Por tanto, las puntuaciones medias y altas requieren una investigación adicional.
| Ítem                | Sistema de las cuatro T para la trombocitopenia inducida por heparina |
| ------------------- | --- |
| Trombocitopenia     | - 2 puntos si la disminuación en el recuento de plaquetas es >50% con respecto al anterior, Y el recuento mínimo (nadir) es 20–100 × 109/litro - 0 puntos si la disminución es <30% o el nadir es <10 × 109/litro. |
| Tiempo              | - 2 puntos si la disminución se produce entre 5 y 10 días tras comenzar el tratamiento. - 1 punto si la disminución se produce después del día 10. Si el paciente había estado expuesto a heparina en los últimos 30 días y la disminución del recuento plaquetario se produce un día después de la reexposición, 2 puntos. Si la exposición previa se había producido entre 30 y 100 días antes, 1 punto. - 0 puntos si la disminución es temprana pero no había exposición previa a la heparina. |
| Trombosis           | - 2 puntos si se verifica la existencia de nuevas trombosis, necrosis de la piel o reacciones sistémicas. - 1 punto si existen trombosis progresivas o recurrentes, trombosis silenciosas o lesiones rojizas en la piel. - 0 puntos si no hay síntomas. |
| Causas alTernativas | - 2 puntos si no existe ninguna otra causa - 1 punto si existe otra posible causa alternativa - 0 puntos si definitivamente existe otra causa alternativa. |

La primera prueba diagnóstica que se realizará en un paciente con sospechas de padecer TIH tendrá como objetivo detectar anticuerpos contra los complejos heparina-FP4. Esto puede llevarse a cabo con una prueba de laboratorio del tipo ELISA (ensayo de inmunoabsorción ligado a enzimas). Estos test ELISA, sin embargo, detectan todos los anticuerpos que se unen a complejos de heparina-PF4, por lo que podrían identificar erróneamente anticuerpos que no provocan TIH. Por tanto, un resultado positivo en el test ELISA deberá ser corroborado con un ensayo funcional. Esta prueba utiliza plaquetas y suero del paciente; las plaquetas se lavan y se mezclan con suero y heparina. Luego se prueba la muestra para detectar la liberación de serotonina, un marcador de activación plaquetaria. Si este ensayo de liberación de serotonina (SRA) muestra una alta liberación de serotonina, se confirma el diagnóstico de TIH. La prueba SRA es difícil de realizar y generalmente solo se realiza en laboratorios especializados.
Cuando se diagnostica una trombocitopenia inducida por heparina, se recomienda de forma rutinaria realizar una ecografía doppler en las venas de las piernas para determionar si existe trombosis venosa profunda, ya que esta es muy común en pacientes con TIH.

## Tratamiento

Estructura molecular del argatroban, un inhibidor directo de la trombina utilizado como alternativa a la heparina en pacientes con TIH.

Dado que el TIH predispone fuertemente a nuevos episodios de trombosis, interrumpir simplemente la administración de heparina es insuficiente. En general, se necesita un anticoagulante alternativo para suprimir la tendencia trombótica mientras la generación de anticuerpos se detiene y el recuento de plaquetas se recupera. Sin embargo, otro de los anticoagulantes más comunes, la warfarina, no debe ser utilizado en pacientes con TIH hasta que el recuento de plaquetas sea de al menos 150 × 109/litro, ya que existe un riesgo muy elevado de necrosis en personas con TIH y un recuento muy bajo de plaquetas. Si el paciente estaba recibiendo warfarina cuando la TIH se diagnostica, su actividad puede ser revertida con vitamina K. Se desaconseja la transfusión de plaquetas, ya que existe un riesgo teórico de que pueda empeorar la posibilidad de trombosis; el recuento de plaquetas rara vez es lo suficientemente bajo como para ser la principal causa de una hemorragia significativa.
Existen varios medicamentos no derivados de la heparina que pueden ser utilizados como alternativa a esta en pacientes con TIH diagnosticado o con fuertes sospechas de padecerlo: danaparoide, fondaparinux, bivalirudina, y argatrobán.
Según una revisión sistemática, las personas con TIH tratadas con lepirudina mostraron una reducción relativa del riesgo del resultado clínico (muerte, amputación, etc.) de 0,52 y 0,42. Además, las personas tratadas con argatrobán TIH mostraron una reducción de riesgo relativa del 0,20 y 0,18. Lepirudin production stopped on 31 de mayo de 2012.

## Epidemiología
Hasta el 8% de los pacientes que reciben heparina corren el riesgo de desarrollar anticuerpos TIH, pero solo el 1-5% termina desarrollando una trombocitopenia. De estos últimos, un tercio puede desarrollar trombosis arterial o venosa. Después de un cirugía vascular, el 34% de los pacientes que recibieron heparina desarrollan anticuerpos TIH sin síntomas clínicos. Se desconoce la incidencia de la TIH en la población general. Sin embargo, se ha identificado un mayor riesgo de desarrollarla en mujeres que reciben heparina tras un procedimiento quirúrgico, en particular tras una cirugía torácica.
Algunos estudios han demostrado que el riesgo de desarrollar una trombocitopenia en pacientes tratados con heparinas de bajo peso molecular es inferior a aquellos que son tratados con heparina no fraccionada.

## Historia
Aunque la heparina empezó a utilizarse para uso clínico a finales de la década de 1930, la aparición de nuevas trombosis por parte de los pacientes tratados con heparina no fue descrita hasta 1957, cuando los cirujanos vasculares notificaron de su posible vinculación.
En el año 1969 se notificó que este fenómeno aparecía junto a una trombocitopenia; antes de este año, no se realizaban de forma rutinaria recuentos de plaquetas. Una publicación de 1973 estableció por primera vez el diagnóstico de la trombocitopenia inducida por heparina, y sugirió que era el resultado de un proceso inmunitario.
Al principio, existían varias teorías sobre la causa exacta del bajo recuento de plaquetas. A partir de la década de 1980, se fue demostrando paulatinamente el mecanismo concreto y se perfeccionaron las pruebas para su diagnóstico. El tratamiento estaba inicialmente limitado a aspirina y warfarina, pero a partir del año 1990 se introdujeron fármacos que podían producir anticoagulación sin riesgo de TIH recurrente. La terminología más antigua distingue entre dos tipos de TIH: tipo 1 (moderada, no dependiendo del sistema inmunitario y decaída del recuento de plaquetas autolimitada) y tipo 2 (la forma de TIH descrita anteriormente). Actualmente, el término TIH se utiliza sin ningún modificador para describir la forma dependiendo del sistema inmunitario.